# Jean-Baptiste Foucaud
Pour les articles homonymes, voir Foucaud.
Jean-Baptiste Foucaud, né le 5 avril 1747 à Limoges et décédé le 14 janvier 1818 à Limoges, était un révolutionnaire et un poète limousin. Il est connu pour avoir adapté en occitan de nombreuses fables de La Fontaine. 

## Enfance et jeunesse
Jean-Baptiste Foucaud, souvent appelé Jean Foucaud, est né à Limoges le 5 avril 1747. Son père, Germain Foucaud, était un marchand limougeaud, bourgeois peu fortuné. 
Jean Foucaud est élève à l'école des Jacobins, située alors en dessous de l'actuelle église Sainte-Marie à Limoges. Il y étudie les belles-lettres et la philosophie. Élève brillant, il se passionne notamment pour la théologie, l'histoire, les langues vivantes, la botanique et surtout pour les mathématiques. Remarqué par ses maîtres, il se laisse convaincre de rentrer dans leur ordre et devient prêtre.
Jean Foucaud se fait prédicateur et ses talents d'orateur attirent à ses prêches de très nombreux fidèles, dans différentes églises de la ville.

## Carrière politique
Le père Foucaud adhère très tôt aux idées libérales. Il est, dès le début de la Révolution française, choisi comme aumônier de la Garde nationale à Limoges.
C'est lors de la Fête de la Fédération de Limoges, le 14 juillet 1790, que Foucaud fait réellement son entrée dans le paysage politique limougeaud. Il y célèbre la messe devant une foule dense réunie place Tourny.
Foucaud est membre d'un club de jacobins limougeaud, la Société des Amis de la Constitution, dont il fut le secrétaire puis le président, et surtout l'un des plus grands orateurs.
Au moment où la loi de constitution civile du clergé divise l'opinion publique, Foucaud fait un discours qui lui vaut une longue querelle avec monsieur de Montbrial, professeur de théologie. Les deux hommes s'affrontent durant des semaines par courriers et imprimés interposés. Foucaud avance la thèse que l'organisation civile du clergé est une chose ancienne et approuvée depuis longtemps, et cite comme argument un passage du concile de Chalcédoine. Monsieur de Montbrial répond que Foucaud a inventé un passage n'ayant jamais été écrit, ce que Foucaud est finalement acculé à reconnaître lors d'une comparution devant le greffier secrétaire de la municipalité.
Lorsque, sous la Terreur, le culte catholique et le clergé sont attaqués, Foucaud rentre définitivement et officiellement dans la vie civile. Il devient rapidement un farouche opposant au clergé et, plus largement, à la religion.
Parodiant le Credo dans le Journal de la Haute-Vienne du 27 frimaire de l'an II, Foucaud écrit « Je crois à la souveraineté et à la toute-puissance du peuple français, seul artisan de la liberté... Je crois à la nécessité des mesures révolutionnaires, à la mort de tous les émigrés, à l'arrestation de tous les nobles, à la déportation de tous les prêtres... ».
Le 30 brumaire an II, Foucaud prononce au club dont il est membre un très violent réquisitoire contre les prêtres, qu'il conclut ainsi : « La loi sera toujours suffisante pour diriger les bons citoyens, et, pour contenir les mauvais, il ne faut que la guillotine ».
Foucaud sera, au cours de sa carrière, juge de paix puis payeur du département. Il sera également professeur de belles-lettres à l'École centrale du département de la Haute-Vienne.
Jean Foucaud fut l'un des principaux propagateurs et défenseurs des idées révolutionnaires à Limoges et en Limousin, même dans certains de leurs excès.
Il fut décrit par nombre de ses contemporains, amis ou ennemis, comme un brillant orateur, vif, emporté, intelligent, parfois violent. Il est dit cependant qu'il n'usa jamais de la violence physique lui-même, qu'il était plutôt un homme de discours qu'un homme d'action.

## Œuvre littéraire
Dans les vingt dernières années de sa vie, Jean Foucaud, bien peu fortuné malgré sa brillante carrière de fonctionnaire, est déprimé par la dispersion des idées révolutionnaires et l'avènement de Napoléon.
Il vit de plus en plus reclus chez lui et reprend goût à la littérature, que son engagement politique lui avait fait abandonner durant de nombreuses années.
Foucaud devient membre de la Société d'agriculture, des sciences et des arts de Limoges, société savante locale.
Il se passionne pour les Fables de La Fontaine, qu'il lit et relit. Désireux de faire partager au peuple limousin la beauté et les enseignements de ces fables, il décide de les adapter en occitan limousin. Le 7 décembre 1808, il présente deux de ses adaptations lors d'une séance de la société savante dont il est membre. L'assemblée est conquise.
Rapidement, en 1809, paraît chez J-B Bargeas (imprimeur-libraire à Limoges) un recueil de fables en deux tomes sous le titre Quelques fables choisies de La Fontaine mises en vers patois limousin. 
Il ne s'agit pas d'une traduction des fables de La Fontaine, mais d'une véritable adaptation, dans certains cas même d'une réécriture. Foucaud adapte parfaitement ces fables à l'esprit du peuple limousin, qui plus est dans sa langue. Contrairement à La Fontaine, Foucaud contextualise les fables. Il les situe dans des lieux limougeauds et limousins réels (cimetière de Louyat, quartier Montmailler, la montagne de Grandmont, les bois de la Bastide...). Il va jusqu'à nommer certains protagonistes, comme ce lapidaire chez qui le coq porte la perle qu'il a trouvée (Le Coq et la Perle), et que Foucaud appelle Blanchard (nom d'un bijoutier limougeaud de l'époque).
Certains ont reproché à Foucaud d'avoir usé dans ses fables d'un occitan limousin courant, parfois léger voire francisé, plutôt que d'avoir utilisé une langue ancienne et raffinée, celle des troubadours. Mais c'est probablement consciemment qu'il le fit, souhaitant s'adresser au plus grand nombre et non à quelques initiés. Son livre eut d'ailleurs un immense succès, et on le trouva rapidement, et durant plusieurs décennies, dans un grand nombre de foyers paysans du Limousin où, à la veillée, on aimait lire à voix haute ces textes souvent drôles et pleins de bon sens.

Jean Foucaud a adapté quatre-vingt-une fables de La Fontaine, publiées en intégralité chez Ducourtieux (éditeur limougeaud) en 1849.
Foucaud composa également plusieurs chansons en occitan, très populaires au XIXe siècle, comme Lo pa (La paix) ou 
Ente soun tou quî gentei drôlei ? (Où sont tous ces jolis garçons ?).
Une avenue de Limoges porte son nom.

## Fin de vie
Jean Foucaud a vécu toute la fin de sa vie (ses années d'écriture) dans une maison sise face à la porte principale de la cathédrale Saint-Étienne.
Cette maison ancienne était facilement reconnaissable car elle possédait une tour, que les Limougeauds appelèrent, jusqu'à sa destruction dans les années 1860, la « tour Foucaud ». 
Devenu vieux, Foucaud y reçut encore quelques étudiants, avant d'y vivre totalement reclus ses dernières années. Alors qu'il était sur son lit de mort, l'évêque de Limoges en personne vint le confesser. On ne sait pas si Foucaud regretta, lors de cette confession, ses positions anti-cléricales et anti-religieuses durant la Révolution, il reçut en tout cas des obsèques religieuses.

## Sources
- Quelques fables choisies de La Fontaine mises en vers patois limousin, par Jean Foucaud
- Vie de Jean Foucaud par Othon Péconnet
- Jean Foucaud, sa politique et ses fables, par Émile Ruben